# Granada
Granada (tiếng Tây Ban Nha) là thành phố ở phía nam Tây Ban Nha, thủ phủ của tỉnh cùng tên ở Andalucía, dưới chân dãy núi Sierra Nevada, nơi hợp lưu của sông Genil và sông Darro. Thành phố nằm ở độ cao 738 m trên mực nước biển. Theo điều tra dân số năm 2005, thành phố này có 236.982 dân, dân số toàn bộ khu vực thành thị là 472.638, là khu vực lớn thứ 3 ở vương quốc Tây Ban Nha. Khoảng 3,3% dân số thành phố này không phải là công dân Tây Ban Nha, con số lớn nhất trong số 3% này (31%) đến từ Nam Mỹ. Sân bay gần nhất của thành phố này là sân bay Granada.
Thành phố này có những di tích của nền văn minh Moors như các pháo đài và cung điện của các vị vua Moors. Trường đại học ở đây được Charles V, hoàng đế của Đế quốc La Mã Thần thánh chuẩn y thành lập. Thành phố có đại giáo đường được xây trong thời gian 1523-1703, nhà thờ hoàng gia có mộ của Ferdinand V và Isabella I.
Thành phố này là trung tâm công nghiệp với các ngành: mía đường, bia rượu, hóa chất, hàng da và dệt. Du lịch là một ngành kinh tế quan trọng đối với Granada.
Granada được người Moors lập vào thế kỷ 8 gần một khu định cư cổ La Mã. Giữa giai đoạn 1036 và 1234, đây là một phần của Tây Ban Nha thuộc Moors. Cuối giai đoạn đó, khi người Moors bị tước hết quyền kiểm soát Tây Ban Nha, thành phố này đã thay Córdoba làm thủ phủ của phần lãnh thổ Moors còn lại gọi là vương quốc Granada. Thành phố Granada vào lúc này trở thành một khu vực thịnh vượng, là một trung tâm mậu dịch giàu có, nổi tiếng là một trung tâm nghệ thuật, văn học và khoa học. Thành phố tiếp tục phát triển khoảng 1 thế kỷ cho đến khi Tây Ban Nha chiếm vương quốc Granada năm 1492. Trong thời kỳ nội chiến Tây Ban Nha (1936-1939), phe dân tộc chiếm thành phố nhưng phe bảo hoàng chiếm giữ phần còn lại của tỉnh Granada cho đến cuối cuộc chiến.

## Lịch sử

### Lịch sử ban đầu
Vùng xung quanh nơi ngày nay là Granada đã được đinh cư sớm nhất ít nhất từ 5500 TCN và có ảnh hưởng từ La Mã và Visigoth. Tàn tích cổ nhất được tìm thấy trong thành phố thuộc về một thành phố của người Iberia gọi là Ilturir, ở vùng được biết đến là Bastetania. Thành phố này cuối cùng đổi tên thành Iliberri, và sau sự chinh phục Iberia của La Mã, thành Municipium Florentinum Iliberitanum.

### Triều đại Nasrid—tiểu vương quốc Granada

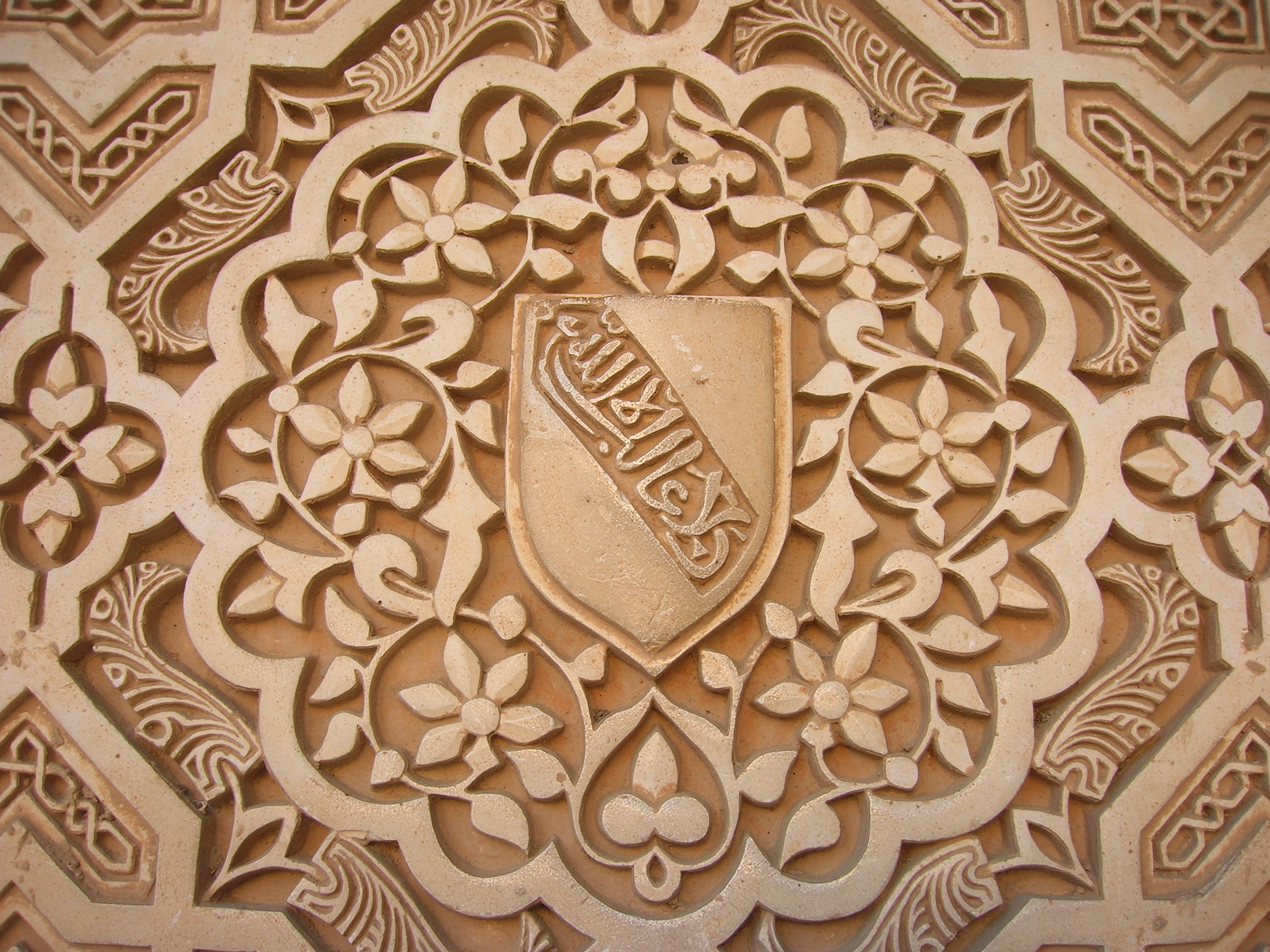
Quốc huy của Nasrid quốc Granada trong phòng Palacio de Comares tại Alhambra

Năm 1228, khi hoàng tử Idris al-Ma'mun của Almohad rời Iberia để đi chỉ huy Almohad, Ibn al-Ahmar thành lập triều đại Hồi giáo kéo dài nhất tại bán đảo Iberia, triều đại Nasrid. Với thời kỳ Tái Chinh Phục hoàn toàn sau khi chinh phục Córdoba năm 1236, triều Nasrid liên kết với Fernando III của Castile, chính thức trở thành Tiểu vương quốc Granada năm 1238. Theo các sử gia, Granada là một triều cống của Vương quốc Castile kể từ năm đó. Nó cung cấp kết nối với các trung tâm thương mại Hồi giáo và Ả Rập, đặc biệt đối với vàng từ tiểu vùng Saharan Châu Phi và Maghreb, và xuất khẩu lụa và trái cây khô sản xuất ở khu vực này. Triều Nasrid cũng cung cấp quan đội từ Tiểu vương quốc và lính đánh thuê từ Bắc Phi đến Castile.
Ibn Battuta, một nhà du hành nổi tiếng và một nhà sử học đích thực, viếng thăm vương quốc Granada năm 1350. Ông mô tả nó như là một vương quốc hùng mạnh và tự cung tự cấp, mặc dù thường xuyên bị lôi kéo vào các cuộc đụng độ với Vương quốc Castile. Nếu nó thật sự là một quốc gia chư hầu, nó trái với chính sách của Reconquista để cho phép nó phát triển trong gần hai thế kỷ rưỡi sau khi Sevilla thất bại năm 1248.
Trong thời kì thống trị của Moor, Granada Là một thành phố với nhiều tôn giáo và sắc tộc (người Ả Rập, Người Berber, Kitô hữu và Người Do Thái), họ đã sống ở từng khu riêng biệt.

## Di sản và công trình lớn

### Alhambra

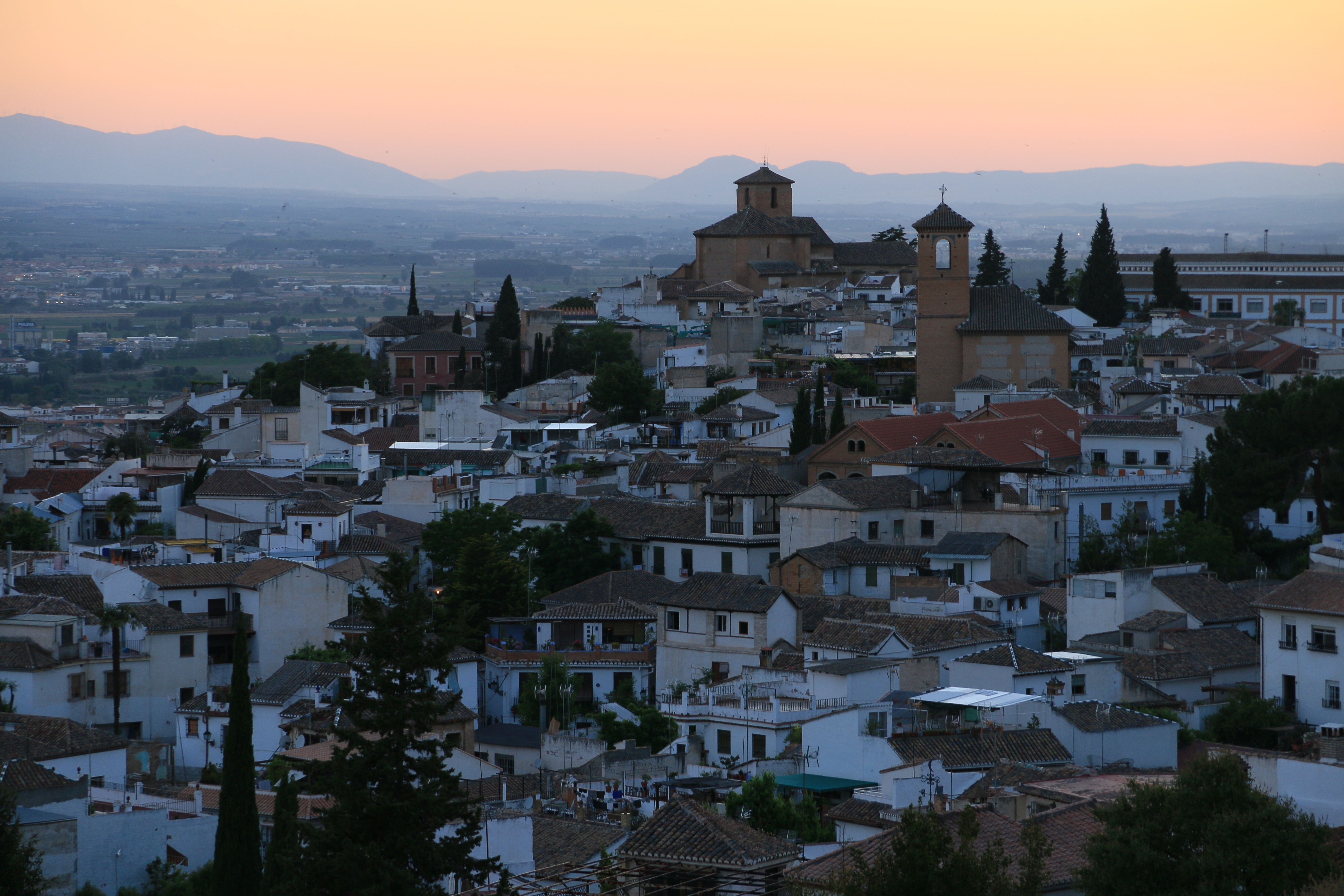
Albaicín

Alhambra là một "thành phố cung điện" của Nasrid. Nó được công bố là di sản văn hóa bở UNESCO năm 1984. Nó chắc chắn là công trình biểu tượng nhất của Granada và là một trong những địa điểm được ghé thăm nhiều nhất ở Tây Ban Nha. Nó bao gồm vùng bảo vệ, Alcazaba, cùng với các vùng định cư, cung điện Nasrid, và cuối cùng là cung điện, vườn và vườn cây của El Generalife.

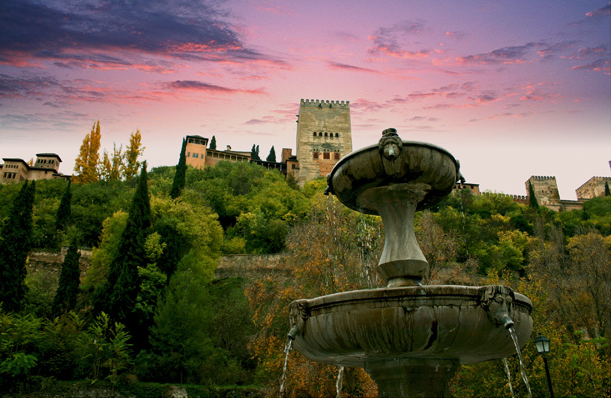
Alhambra

Alhambra nằm ở một cao nguyên ngỏ ở biên giới phía đông nam của thành phố ở chân đồi Sierra Nevada trên thung lũng Assabica. Một số tòa nhà có thể tồn tại trước khi người Moor đến. Toàn bộ Alhambra có tường bao quanh, tiếp giáp phía bắc với thung lũng Darro, phía nam với al-Sabika, và phía đông với Cuesta del Rey Chico, lần lượt ngăn cách với Albayzín và Generalife, nằm ở Cerro del Sol.
Vào thế kỷ 11 lâu đài Alhambra được phát triển làm một thị trấn có thành bao bọc mà trở thành một pháo đài quân sự thống trị toàn bộ thành phố. Nhưng trong thế kỷ 13, khi vua đầu tiên của triều đại Nasrid, Mohammed I ibn Nasr (Mohammed I, 1238–1273) đến đây, ông là cư dân hoàng gia đầu tiên sống trong Alhambra. Việc này đánh dấu sự bắt đầu của thời kỳ hoàng kim. Alhambra trở thành cung điện, thành trì và pháo đài, và là nơi cư ngụ của các nhà lãnh đạo Nasrid và các quan chức cấp cao của họ, bao gồm các công chức của tòa án và những người lính ưu tú (thế kỷ 13–14).
Năm 1492 những quân chủ Công giáo, Ferdinand và Isabela, bị trục xuất khỏi thành phố Granada. Họ thường trú tại Alhambra, và đây là nơi Christopher Columbus yêu cầu sự phê chuẩn của hoàng gia cho chuyến thám hiểm hướng tây vào năm đó.
Năm 1527 Karl V của Thánh chế La Mã dùng một phần của khu kiến trúc này để xây dựng cung điện mang tên ông. Mặc dù Quân chủ Công giáo đã thay đổi một số phòng của Alhambra sau khi chinh phục thành phố vào năm 1492, Charles V muốn xây dựng một nơi ở vĩnh viễn phù hợp với một vị hoàng đế. Khoảng năm 1537 ông ra lệnh xây dựng Peinador de la Reina, hay phòng thay đồ Nữ hoàng, nơi Isabel - vợ ông - sống, trên tháp Abu l-Hayyay.
Đã có một chặng dừng trong việc duy trì Alhambra từ thế kỷ 18 trong gần một trăm năm, và trong thời Pháp thuộc các phần chính của pháp đài đã bị chia tách. Việc sửa chữa, phục hồi và bảo tồn vẫn tiếp tục cho đến ngày nay bắt đầu vào thế kỷ 19. Khu phức hợp hiện nay bao gồm Bảo tàng Alhambra, với các vật thể chủ yếu từ khu di tích của công trình và Bảo tàng Mỹ thuật.

Ảnh toàn cảnh Alhambra với dãy núi Sierra Nevada ở phía sau.

### Albayzín
Albayzín (hoặc Albaicín) là một vùng có nguồn gốc Al-Andalus, được ghé thăm nhiều bởi du khách nhờ có các công trình kiến trúc và cảnh quan của nó.
Các phát hiện khảo cổ học trong khu vực cho thấy nó đã được cư ngụ từ thời cổ đại. Nó đã trở nên có liên quan hơn với sự xuất hiện của triều đại Zirid, vào năm 1013, khi nó được bao quanh bởi tường phòng thủ. Đây là một trong những trung tâm cổ xưa của Granada, giống như Alhambra, Realejo và Arrabal de Bib-Rambla, nằm trong vùng bằng phẳng của thành phố. Phần mở rộng hiện tại của nó chạy từ các bức tường của Alcazaba tới cerro của San Miguel và mặt khác, từ Puerta de Guadix đến Alcazaba.
Vùng dân cư này phát triển nhiều nhất trong thời đại Nasrid, và do đó những gì còn lại phần lớn của thời kỳ này, với những con đường hẹp sắp xếp thành mạng lưới phức tạp mở rộng từ vùng phía trên, gọi là San Nicolás, đến Darro và Calle Elvira, năm ở Plaza Nueva. Loại nhà truyền thống là Carmen granadino, bao gồm một ngôi nhà được bao quanh bởi một bức tường cao ngăn cách nó khỏi đường phố và bao gồm một vườn nhỏ.

## Quận

### Realejo
Realejo là quận Do Thái trong khoảng thời gian Nasrid của Granada. Dân số người Do Thái rất quan trọng đến mức Granada được biết đến ở Al-Andalus với cái tên "Granada của người Do Thái" (Gharahar al-Yahūd). Ngày nay nó là một quận gồm nhiều biệt thự kiểu Andalusia, với những khu vườn dẫn ra đường, được gọi là "Los Cármenes".

### Cartuja
Quận này bao gồm tu viện Carthusia có cùng tên: Cartuja. Đây là một tu viện cổ bắt đầu theo kiểu hậu Gothic với trang trí nội thất phong phú kiểu Baroque. Cũng trong quận này, nhiều tòa nhà được tạo ra với sự mở rộng của Đại học Granada.

### Bib-Rambla
Tên khu vực tồn tại vào thời của người Ả rập. Ngày nay, Bib-Rambla là một điểm nổi bật về ẩm thực, đặc biệt là các nhà hàng trên sân thượng, mở cửa vào những ngày đẹp trời. Khu chợ Ả Rập (Alcaicería) được tạo thành từ một số đường phố hẹp, bắt đầu từ nơi này và tiếp tục đến nhà thờ lớn.

### Sacromonte
Khu Sacromonte nằm trên khu vực mở rộng của đồi Albaicín, dọc theo sông Darro. Khu vực này trở nên nổi tiếng vào thế kỷ 19 về người dân Gitano, nó đặc trưng bởi nhà trong hang, thứ mà được đào vào sườn núi. Khu vực này có tiếng là trung tâm của các bài hát và điệu nhảy flamenco, bao gồm Zambra Gitana, điệu nhảy Andalusia bắt nguồn từ Trung Đông. Vùng này được bảo vệ môi trường văn hóa dưới sự bảo trợ của Centro de Interpretación del Sacromonte, một trung tâm văn hóa dành cho việc bảo tồn các hình thức văn hóa Gitano.

### Albayzín
Albayzín (cũng được viết là Albaicín), nằm ở trên đồi và ở bờ bên phải của sông Darro, là phố cổ người Moor của thành phố và đưa du khách đến một thế giới độc nhất: thành phố cổ này còn có tên là Elvira, trước khi người Moor triều đại Zirid đổi tên nó thành Granada. Nó là nơi ở của các nghệ sĩ đã đi lên để xây dựng cung điện Alhambra trên đồi đối diện. Thời gian trôi qua nó càng được trang trí thêm. Đặc biệt là Plaza de San Nicolas (Quảng trường thánh Nicholas) nơi có thể nhìn thấy cảnh quan tuyệt đẹp của Alhambra. Nghệ sĩ George Owen Wynne Apperley RA RI (1884–1960) sử hữu nhà ở cả hai bên của Placeta de San Nicolás, còn được gọi là El Mirador.

### Zaidín
Nơi này trước đây là nơi của tầng lớp công nhân nhưng bây giờ là khu phố thượng lưu có 100.000 cư dân của Granada, khiến nó trở thành khu dân cư hay 'barrio' lớn nhất. Theo truyền thống cư dân là người La Mã, bây giờ nhiều cư dân từ Bắc và Tây Phi, Trung Quốc và các nước Nam Mỹ. Mỗi sáng thứ bảy đều có một trợ ngoài trời lớn hay "mercadillo" họp ở đây, nơi nhiều người đến và bán các sản phẩm trái cây và rau quả, quần áo và giày dép và các thứ khác.

## Công viên và vườn
Có rất nhiều công viên và vườn ở thành phố Granada, bao gồm:

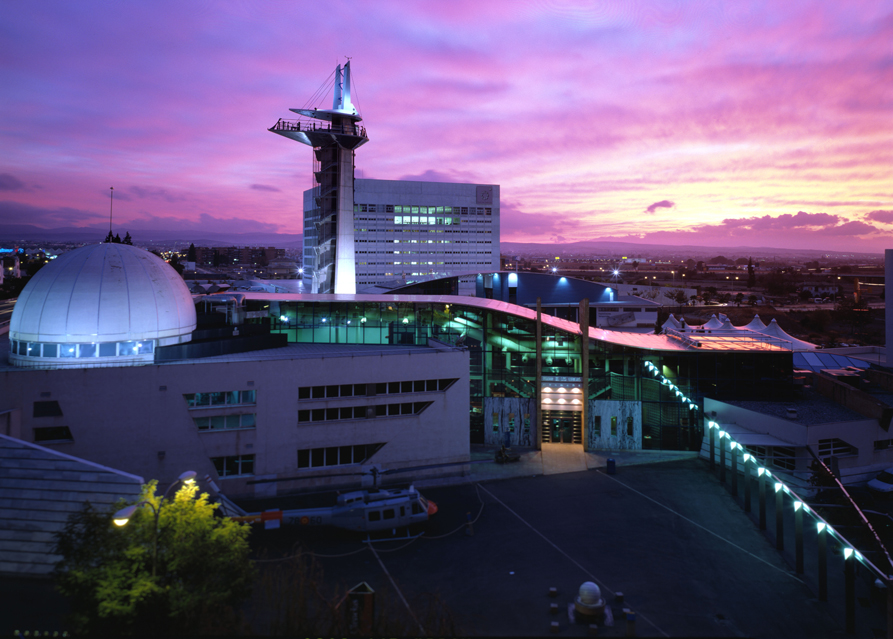
Công viên khoa học Granada

| - Vườn Alhambra và Generalife - Vườn Campo del Príncipe - Vườn Bệnh viện Hoàng gia - Vườn Paseo del Salón và La Bomba (BIC) - Vườn Người chiến thắng - Vườn Violón - Vườn cung điện Córdoba | - Công viên Zaidín - Plaza de la Trinidad - Công viên 28 de Febrero - Công viên Almunia de Aynadamar - Công viên Federico García Lorca - Công viên Đại học Fuente Nueva |

## Khí hậu
Do khoảng cách của nó đến Đại Tây Dương, Granada giáp danh với khí hậu bán khô hạn (Köppen climate classification: BSk). Thành phố này nằm trên giới hạn phía đông của vùng khí hậu Địa Trung Hải của vùng tây nam Tây Ban Nha; do đó khí hậu của nó tiếp giáp với Khí hậu Địa Trung Hải mùa hè-nóng (Csa), nó nhận được lượng mưa vừa đủ với cơ chế giáng thủy điển hình của khí hậu Địa Trung Hải. Mùa hè nóng và khô với nhiệt độ hàng ngày trung bình 34 °C (93 °F) trong tháng nóng nhất (tháng 7); tuy nhiên, nhiệt độ đạt tới hơn 40 °C (104 °F) không phổ biến vào những tháng hè. Mùa đông lạnh và ẩm, và hầu hết lượng mưa tập trung vào từ tháng 11 đến tháng 1. Tháng lạnh nhất là tháng 1 với nhiệt độ trung bình hàng ngày 13 °C (55 °F) và giảm xuống khoảng 1 °C (34 °F) vào ban đêm. Băng giá khá phổ biến vì nhiệt độ thường đạt tới dưới độ đóng băng vào sáng sớm. Mùa xuân và mùa thu không dự đoán được, với nhiệt độ từ ôn đới đến ấm.
| Dữ liệu khí hậu của Granada (Granada Base Aérea, altitude 687 m, 2.254 ft) | Dữ liệu khí hậu của Granada (Granada Base Aérea, altitude 687 m, 2.254 ft) | Dữ liệu khí hậu của Granada (Granada Base Aérea, altitude 687 m, 2.254 ft) | Dữ liệu khí hậu của Granada (Granada Base Aérea, altitude 687 m, 2.254 ft) | Dữ liệu khí hậu của Granada (Granada Base Aérea, altitude 687 m, 2.254 ft) | Dữ liệu khí hậu của Granada (Granada Base Aérea, altitude 687 m, 2.254 ft) | Dữ liệu khí hậu của Granada (Granada Base Aérea, altitude 687 m, 2.254 ft) | Dữ liệu khí hậu của Granada (Granada Base Aérea, altitude 687 m, 2.254 ft) | Dữ liệu khí hậu của Granada (Granada Base Aérea, altitude 687 m, 2.254 ft) | Dữ liệu khí hậu của Granada (Granada Base Aérea, altitude 687 m, 2.254 ft) | Dữ liệu khí hậu của Granada (Granada Base Aérea, altitude 687 m, 2.254 ft) | Dữ liệu khí hậu của Granada (Granada Base Aérea, altitude 687 m, 2.254 ft) | Dữ liệu khí hậu của Granada (Granada Base Aérea, altitude 687 m, 2.254 ft) | Dữ liệu khí hậu của Granada (Granada Base Aérea, altitude 687 m, 2.254 ft) |
| Tháng                                                                      | 1                                                                          | 2                                                                          | 3                                                                          | 4                                                                          | 5                                                                          | 6                                                                          | 7                                                                          | 8                                                                          | 9                                                                          | 10                                                                         | 11                                                                         | 12                                                                         | Năm                                                                        |
| -------------------------------------------------------------------------- | -------------------------------------------------------------------------- | -------------------------------------------------------------------------- | -------------------------------------------------------------------------- | -------------------------------------------------------------------------- | -------------------------------------------------------------------------- | -------------------------------------------------------------------------- | -------------------------------------------------------------------------- | -------------------------------------------------------------------------- | -------------------------------------------------------------------------- | -------------------------------------------------------------------------- | -------------------------------------------------------------------------- | -------------------------------------------------------------------------- | -------------------------------------------------------------------------- |
| Lượng Giáng thủy trung bình mm (inches)                                    | 41 (1.6)                                                                   | 33 (1.3)                                                                   | 35 (1.4)                                                                   | 37 (1.5)                                                                   | 30 (1.2)                                                                   | 11 (0.4)                                                                   | 2 (0.1)                                                                    | 3 (0.1)                                                                    | 23 (0.9)                                                                   | 38 (1.5)                                                                   | 50 (2.0)                                                                   | 50 (2.0)                                                                   | 353 (14)                                                                   |
| Số ngày tuyết rơi trung bình                                               | —                                                                          | —                                                                          | —                                                                          | —                                                                          | 0                                                                          | 0                                                                          | 0                                                                          | 0                                                                          | 0                                                                          | 0                                                                          | —                                                                          | —                                                                          | 2                                                                          |
| Độ ẩm tương đối trung bình (%)                                             | 72                                                                         | 68                                                                         | 60                                                                         | 57                                                                         | 51                                                                         | 43                                                                         | 37                                                                         | 41                                                                         | 51                                                                         | 62                                                                         | 71                                                                         | 75                                                                         | 57                                                                         |
| Số giờ nắng trung bình tháng                                               | 170                                                                        | 172                                                                        | 219                                                                        | 234                                                                        | 280                                                                        | 331                                                                        | 362                                                                        | 330                                                                        | 254                                                                        | 211                                                                        | 164                                                                        | 148                                                                        | 2.881                                                                      |
| Nguồn: Agencia Estatal de Meteorología                                     |                                                                            |                                                                            |                                                                            |                                                                            |                                                                            |                                                                            |                                                                            |                                                                            |                                                                            |                                                                            |                                                                            |                                                                            |                                                                            |

| Dữ liệu khí hậu của Granada (Sân bay Granada, độ cao 567 m, 1.860 ft) | Dữ liệu khí hậu của Granada (Sân bay Granada, độ cao 567 m, 1.860 ft) | Dữ liệu khí hậu của Granada (Sân bay Granada, độ cao 567 m, 1.860 ft) | Dữ liệu khí hậu của Granada (Sân bay Granada, độ cao 567 m, 1.860 ft) | Dữ liệu khí hậu của Granada (Sân bay Granada, độ cao 567 m, 1.860 ft) | Dữ liệu khí hậu của Granada (Sân bay Granada, độ cao 567 m, 1.860 ft) | Dữ liệu khí hậu của Granada (Sân bay Granada, độ cao 567 m, 1.860 ft) | Dữ liệu khí hậu của Granada (Sân bay Granada, độ cao 567 m, 1.860 ft) | Dữ liệu khí hậu của Granada (Sân bay Granada, độ cao 567 m, 1.860 ft) | Dữ liệu khí hậu của Granada (Sân bay Granada, độ cao 567 m, 1.860 ft) | Dữ liệu khí hậu của Granada (Sân bay Granada, độ cao 567 m, 1.860 ft) | Dữ liệu khí hậu của Granada (Sân bay Granada, độ cao 567 m, 1.860 ft) | Dữ liệu khí hậu của Granada (Sân bay Granada, độ cao 567 m, 1.860 ft) | Dữ liệu khí hậu của Granada (Sân bay Granada, độ cao 567 m, 1.860 ft) |
| Tháng                                                                 | 1                                                                     | 2                                                                     | 3                                                                     | 4                                                                     | 5                                                                     | 6                                                                     | 7                                                                     | 8                                                                     | 9                                                                     | 10                                                                    | 11                                                                    | 12                                                                    | Năm                                                                   |
| --------------------------------------------------------------------- | --------------------------------------------------------------------- | --------------------------------------------------------------------- | --------------------------------------------------------------------- | --------------------------------------------------------------------- | --------------------------------------------------------------------- | --------------------------------------------------------------------- | --------------------------------------------------------------------- | --------------------------------------------------------------------- | --------------------------------------------------------------------- | --------------------------------------------------------------------- | --------------------------------------------------------------------- | --------------------------------------------------------------------- | --------------------------------------------------------------------- |
| Thấp kỉ lục °C (°F)                                                   | —                                                                     | —                                                                     | —                                                                     | —                                                                     | —                                                                     | —                                                                     | 6.4 (43.5)                                                            | —                                                                     | —                                                                     | —                                                                     | —                                                                     | —                                                                     | 6.4 (43.5)                                                            |
| Lượng Giáng thủy trung bình mm (inches)                               | 42 (1.7)                                                              | 38 (1.5)                                                              | 32 (1.3)                                                              | 36 (1.4)                                                              | 28 (1.1)                                                              | 11 (0.4)                                                              | 2 (0.1)                                                               | 4 (0.2)                                                               | 19 (0.7)                                                              | 40 (1.6)                                                              | 54 (2.1)                                                              | 56 (2.2)                                                              | 365 (14.4)                                                            |
| Số giờ nắng trung bình tháng                                          | 165                                                                   | 172                                                                   | 225                                                                   | 231                                                                   | 293                                                                   | 336                                                                   | 373                                                                   | 344                                                                   | 262                                                                   | 215                                                                   | 170                                                                   | 149                                                                   | 2.935                                                                 |
| Nguồn: Agencia Estatal de Meteorología                                |                                                                       |                                                                       |                                                                       |                                                                       |                                                                       |                                                                       |                                                                       |                                                                       |                                                                       |                                                                       |                                                                       |                                                                       |                                                                       |

## Người nổi tiếng
- Judah ben Saul ibn Tibbon (1120–1190), phiên dịch viên và bác sĩ
- Al-Zuhri (những năm 1130–1150), nhà địa lý
- Ibn Sa'id al-Maghribi (1213–1286), nhà địa lý, nhà lịch sử và nhà thơ
- Álvaro de Bazán (1526–1588), đô đốc
- Alonso Cano (1601–1667), họa sĩ, nhà điêu khắc và kiến trúc sư
- Pedro de Mena (1628–1688), nhà điêu khắc hoa mỹ kỳ cục
- José de Mora (1642–1724), nhà điêu khắc hoa mỹ kỳ cục
- Francisco Martínez de la Rosa (1787–1862), chính khách, nhà chính trị, nhà viết kịch

và nhà thơ
- Ángel Ganivet (1865–1898), nhà văn và nhà viết kịch
- Mariana Pineda (1804–1831), nữ anh hùng chủ nghĩa tự do
- Eugenia xứ Montijo (1826–1920), Hoàng hậu cuối cùng của Pháp
- Mariano Fortuny y Madrazo (1871–1949), họa sĩ, nhiếp ảnh gia, nhà thiết kế và vẽ phong cảnh
- Pablo de Loyzaga (1872–1951), nhà điêu khắc và giáo sư mỹ thuật
- Emilio Herrera Linares (1879–1967), kỹ sư quân đội và nhà vật lý học
- Melchor Fernández Almagro (1893–1966), nhà phê bình văn học, nhà sử học và nhà báo
- Federico García Lorca (1898–1936), nhà thơ và nhà soạn kịch
- Francisco Ayala (1906–2009), nhà văn và nhà phê bình
- Luis Rosales Camacho (1910–1992), nhà thơ và nhà viết luận từ Generation of '36
- José Tamayo (1920–2003), giám đốc nhà hát
- Manuel Jiménez de Parga (b. 1929), luật sư, chính trị gia, nhà ngoại giao và luật gia
- Miguel Ríos (b. 1944) ca sĩ nhạc rock và nhà soạn nhạc
- Carlos Cano (1946–2000), ca sĩ kiêm nhạc sĩ
- Manuel Orantes (b. 1949), người chơi tennis
- Javier Egea (1952–1999), được coi là một trong những nhà thơ Tây Ban Nha quan trọng nhất của những năm 1980
- Luis García Montero (b. 1958), nhà thơ và nhà phê bình văn học
- Chus Gutiérrez (b. 1962), đạo diễn, nữ diễn viên và nhà báo
- María José Rienda Contreras (b. 1975), tay đua trượt tuyết
- Pablo Aguilar Bermúdez (b. 1989), cầu thủ bóng rổ
- Lidia Redondo (b. 1992), vận động viên thể dục
- Sam Hidalgo-Clyne (b. 1993), người chơi rugby Scotland quốc tế (sinh ra ở Granada, nhưng chuyển đến Scotland khi 3 tuổi)

Nó là chủ đề của bài hát năm 1967 "Vuelvo a Granada" bởi Miguel Ríos.

## Vận tải
Việc xây dựng mạng lưới tàu điện, Granada metro, bắt đầu năm 2007. Nó sẽ đi qua Granada và đến các thị trấn Albolote, Maracena và Armilla, metro được lên lịch mở cửa năm 2016.
Các lựa chọn vận tải khác ở thành phố Granada là tàu, taxi hoặc xe buýt.

### Xe buýt
Công ty vận hành xe buýt chính ở Granada là Transportes Rober. Cũng có xe buýt đến sân bay của công ty Alsa.

### Tàu
Granada có liên kết đường sắt với nhiều thành phố ở Tây Ban Nha. Có một vài loại tàu đến và đi từ Granada
- Tàu khoảng cách ngắn
- Tàu khoảng cách trung bình
- Tàu khoảng cách lớn
- AVE (vận tốc nhanh khoảng cách lớn). Liên kết AVE gần nhất là Antequera.

### Taxi
Granada có một mạng lưới taxi rộng để giúp du khách đến các địa điểm. Taxi chính thức của Granada có màu trắng với một sọc xanh lá cây.

### Sân bay
Sân bay gần nhất là sân bay Federico García Lorca, khoảng 15 km về phía tây của Granada.

## Thể thao
Granada có ba đội bóng đá:
- Granada CF, ở La Liga

Granada có một đội bóng rổ:
- CB Granada, ở LEB Plata

Trượt tuyết:
- Giải trượt tuyết núi cao thế giới FIS 1996

## Thành phố và thị trấn kết nghĩa
Granada có các thành phố kết nghĩa sau:
- Aix-en-Provence, Pháp, 1979[12]
- Tetuán, Maroc, 1988[12]
- Tlemcen, Algérie, 1989[12]
- Coral Gables, Florida, Hoa Kỳ, 1989[12][13]
- Freiburg im Breisgau, Đức, 1991[12]
- Marrakech, Maroc, 1994[12]
- Belo Horizonte, Brasil, 2002[12]
- Sharjah, Các Tiểu vương quốc Ả Rập Thống nhất, 2009[14]